# Cuaró
Cuaró es una localidad uruguaya del departamento de Artigas.

## Ubicación
La localidad se encuentra situada en la zona centro del departamento de Artigas, entre los arroyos Cuaró Grande y Cuaró Chico, y junto a la antigua línea de ferrocarril Baltasar Brum-Artigas, en su km 755. Se accede a ella desde la ruta 4 a la altura de su km 160.

## Población
Según el censo de 2011 la localidad contaba con una población de 113 habitantes.
| 114           | 116 | 113 |
| (Fuente: INE) |     |     |